# ジェイムズ・デュアン
ジェイムズ・デュアン（ドウェイン、英: James Duane [dweɪn]、1733年2月6日-1797年2月1日）は、ニューヨーク植民地の弁護士、法学者であり、アメリカ独立戦争の時の指導者である、大陸会議代表、ニューヨーク邦上院議員、ニューヨーク市長および連邦裁判所ニューヨーク地区判事を務めた。

## 家族と初期の経歴
ジェイムズ・デュアンは移民の息子だった。その父アンソニー・デュアン（1679年頃-1747年）はアイルランドのゴールウェイ県出身であり、初めてニューヨークに来たのは1698年にイギリス海軍の士官としてだった。父のアンソニーはニューヨーク市の商人の娘エバ・ベンソンと出会って交際した。アンソニーは海軍を辞め、ニューヨークに定着してエバと結婚した。夫妻には2人の息子が生まれたが、その後にエバが死んだ。その後、アンソニーは別の商家の娘アルテア・ケタルタスと再婚した。アンソニーは商売の世界に入って繁盛し、夫妻には本項で述べるジェイムズ・デュアンが生まれた。
デュアンの母アルテアが1736年に亡くなり、父のアンソニーも1747年に死んだ。まだ若いジェイムズ・デュアンは荘園領主の3代目として知られたロバート・リビングストンの被保護者となった。デュアンはリビングストン荘園で初等教育を終え、ジェイムズ・アレクサンダーの法律事務所で法律の勉強をした。1754年には法廷弁護士として認められた。1759年、デュアンは元の庇護者であるリビングストンの長女マリアと結婚した。1762年にニューヨーク衡平法裁判所事務官となり、1767年に植民地検事総長、1774年にはニューヨーク植民地インディアン・コミッショナーになった。

## アメリカ独立戦争
デュアンは独立革命を始めた「60人委員会」のメンバーになった。1774年の第一次大陸会議代議員となり、イギリス製品のボイコットを進める同盟規約に署名した。大陸会議の代議員は1784年まで連続して指名されたが、他の任務のために幾つかの会期は欠席したので、アメリカ独立宣言には署名していない。大陸会議の初期では、イギリスとの和解を最も切望する者達の一人だった。独立に至る趨勢に対する代案としてギャロウェイ・プランを支持した。
1775年、大陸会議を代表して、ニューヨーク邦オールバニでインディアン・コミッショナーとなった。1776年から1777年に掛けて、ニューヨーク邦憲法を採択する会議に出席し、憲法を起草する委員会に務めた。1778年にはフィラデルフィアで開催されていた大陸会議で採択された連合規約に署名した。
1776年にイギリス軍がニューヨーク市を占領したので、デュアンは家を離れざるを得なかった。妻や家族と共に比較的安全な妻の実家であるリビングストン荘園に引っ込んだ。デュアンは戦争が続く間も政治的指導者として活動を続け、1783年の終戦でグラマシー・パークの家に戻った。

## 戦後の生活
デュアンは1783年から1790年までニューヨーク邦議会上院議員を務めた。1784年にはニューヨーク市長に指名され、1789年まで務めた。1788年、アメリカ合衆国憲法を批准するためのニューヨーク邦批准会議には代議員となった。1789年、ジョージ・ワシントン大統領がデュアンをアメリカ合衆国連邦裁判所の初代ニューヨーク地区判事に指名した。ニューヨーク市長はリチャード・バリックが跡を継いだ。
デュアンはニューヨーク地区判事を1794年3月17日まで務め、健康上の理由で辞任した。デュアンはその生涯を通じて、父から受け継ぎ、デュアンズバーグを中心にする荘園の確立に努めた。そこに独力で家屋を建て始めたが、それが完成するのを見ることはなかった。デュアンはスケネクタディで死に、デュアンズバーグのクライスト・エピスコパル教会に埋葬されている。
マンハッタンのデュアン通りはその栄誉を称えて名付けられたと考えられている。ニューヨーク市のデュアン・リード薬局チェーンも同様である。

## 大衆文化の中で
2008年のHBOのテレビ番組『ジョン・アダムズ』では、エド・ジューエットがデュアンの役を演じた。その『パート2：独立』にも出番があった。